# 나가노촌 (와카야마현)
나가노촌(長野村)은 와카야마현 니시무로군에 있던 촌이다. 현재의 다나베시에 해당한다.

## 역사
- 1889년 4월 1일 - 정촌제 시행에 의해 3개촌의 구역을 확장해 니시무로군 나가노촌이 성립하였다.
- 1956년 9월 30일 - 나카하야촌, 가미하야촌, 아키쓰가와촌, 가미아키쓰촌, 미스촌과 합병해 무로정이 성립하여 동일 나가노촌은 폐지되었다.
- 1964년 10월 15일 - 무로정이 다나베시에 편입되었다.

## 참고문헌
- 角川日本地名大辞典 30 和歌山県